# Robert Schinzinger
Robert Karl Edmund Schinzinger (* 8. Februar 1898 in Freiburg im Breisgau; † 9. Oktober 1988 in Yokohama, Japan) war ein japan-deutscher Philosoph. 
Schinzinger studierte Philosophie in Hamburg und promovierte 1922 bei Ernst Cassirer über die Arnauld-Malebranche-Kontroverse. 1923 zog er als Deutschlehrer nach Japan und lehrte in der „Höheren Schule Osaka“(Osaka Koto-Gakko). Seit 1929 trug er zur Schriftenreihe des im Vorjahr gegründeten Japanisch-Deutschen Kulturinstituts in Tokio bei. In der Nachfolge von Walter Donat lehrte er seit 1942 deutsche Sprache und Literatur an der Universität Tokio. Unter seinen Schülern war der Schriftsteller Yukio Mishima. Von 1946 bis 1974 bekleidete Schinzinger eine Professur an der Gakushūin-Universität in Tokio. Er war über mehrere Jahrzehnte hinweg ein führendes Mitglied der Deutschen Gesellschaft für Natur- und Völkerkunde Ostasiens. 
Schinzinger hielt sich während des Nationalsozialismus und der Achsenpolitik zwischen Berlin und Tokio mit weltanschaulichen Äußerungen zurück und konzentrierte sich auf philosophische Fachprobleme. Er trug wesentlich dazu bei, den Unterricht der deutschen Sprache und Kultur in Japan von der nationalsozialistischen Prägung durch Donat zu befreien. Sein Wörterbuch der deutschen und japanischen Sprache (mehrere Auflagen seit 1972) behauptete sich lange als Standardwerk. Auch sein Buch Japanisches Denken (1983) war einflussreich. 

## Schriften (Auswahl)
- Philosophische Grundfragen bei Malebranche und Arnauld. Hamburg 1922.
- Die Stellung der Philosophie im deutschen Geistesleben der Gegenwart. Wahrheit und Irrtum in der Theorie des Marxismus. Tokyo 1929.
- Sinn und Sein. Studie zum Problem der Ontologie. Tokyo 1933.
- Beiträge zur deutschen Geistesgeschichte. Tokyo 1934.
- Japanische Philosophie. Tokyo 1942.
- Wörterbuch der deutschen und japanischen Sprache. Tokio 1972 u.ö.
- Die Geschichte der OAG 1873–1980. Tokyo 1982 (zusammen mit Carl von Weegmann).
- Japanisches Denken. Der weltanschauliche Hintergrund des heutigen Japan. Berlin 1983.
- Das Bild des Menschen in der japanischen Tradition und Vorkriegsphilosophie. in: Hans-Georg Gadamer, Paul Vogler (Herausgeber): Neue Anthropologie, Band 6 Philosophische Anthropologie Erster Teil, dtv Wissenschaftliche Reihe, Stuttgart und München 1974, ISBN 3423040742, Seite 182–205